# Радзивилл, Януш (каштелян)
Януш Радзивилл (2 июля 1579, Вильна — 3 декабря 1620, Чарлин (теперь Поморское воеводство Польша) — государственный деятель Великого княжества Литовского, представитель магнатского рода Радзивиллов. Каштелян виленский с 1618, подчаший литовский (1599—1619), староста борисовский.

## Биография
Представитель биржайской ветви литовского магнатского рода Радзивиллов герба Трубы. Сын воеводы виленского и гетмана великого литовского Христофора Радзивилла Перуна, брат Христофора Радзивилла-младшего.
В 1600 году женился на православной княжне Софье из рода Олельковичей-Слуцких, наследнице Слуцка и Копыля, которые после её смерти (1612) перешли во владение рода Радзивиллов.
Януш Радзивилл был самым богатым владельцем обширных владений в Литве и Белоруссии — Слуцкого княжества с городами Слуцк, Копыль, Старобин, Дубинки и пр. , а также немецкого города Лихтенберга в Верхней Франконии.
Обучался в кальвинистских школах. Продолжил учёбу в Страсбургском и Базельском университетах, много путешествовал по Германии, Чехии, Австрии, Венгрии, Франции.
В 1600—1602 годах во время войны Речи Посполитой со Швецией участвовал в военных действиях против шведских войск в Лифляндии, командуя конными хоругвами. Избирался послом сейма в 1603, 1605, 1606 годах, где возглавлял кальвинистскую и православную группы депутатов, отстаивал религиозные и политические права некатоликов.
Выступал против политики короля Сигизмунда III Вазы, стремившегося к ограничению прав некатолической части населения Речи Посполитой.
В 1606—1607 годах, обиженный опалой, вместе с воеводой краковским Зебжидовским возглавил полулегальное восстание против королевской внешней и внутренней политики. 5 июня 1606 был объявлен маршалком съезда рокошан в Люблине, а 10 августа того же года — маршалком в Сандомире. Издал универсал с обвинениями короля в нарушении шляхетских прав и свобод.
6 августа 1607 года в битве под Гузовым (недалеко от г. Радома) произошло сражение с королевскими войсками, в которой Януш Радзивилл командовал левым крылом армии рокошан. Несмотря на поражение, повстанцы вынудили короля Сигизмунда III отказаться от курса на укрепление самодержавной власти и централизаторской политики, а рокошане отказались от попытки снять короля с престола.
Впоследствии помирился с королём, но участия в государственных делах больше не принимал.
Являлся противником войны Речи Посполитой с Россией (1609—1618).
Его брак с первой женой был бездетным. В 1613 году в Берлине во второй раз женился на Елизавете Софии Бранденбургской, дочери курфюрста Бранденбурга Иоганна Георга и имел с ней двух дочерей и сыновей Богуслава и Юрия.